# 1981年のMLBドラフト
1981年のMLBドラフト（1981 First-Year Player Draft）とは、1981年6月に行われたMLBのアマチュアドラフトである。

## 1巡目指名
|  | = オールスターゲーム選出 |

| 順位 | 選手                       | チーム                         | 守備位置 | 学校                                 |
| ---- | -------------------------- | ------------------------------ | -------- | ------------------------------------ |
| 1    | マイク・ムーア             | シアトル・マリナーズ           | 投手     | オーラル・ロバーツ大学               |
| 2    | ジョー・カーター           | シカゴ・カブス                 | 外野手   | ウィチタ州立大学                     |
| 3    | ディック・スコーフィールド | カリフォルニア・エンゼルス     | 遊撃手   | グリフィン高校                       |
| 4    | テリー・ブロッカー         | ニューヨーク・メッツ           | 外野手   | テネシー州立大学                     |
| 5    | マット・ウィリアムズ       | トロント・ブルージェイズ       | 投手     | ライス大学                           |
| 6    | ケビン・マクレイノルズ     | サンディエゴ・パドレス         | 外野手   | アーカンソー大学                     |
| 7    | ダリル・ボストン           | シカゴ・ホワイトソックス       | 投手     | ウッドウォード高校                   |
| 8    | ボビー・ミーチャム         | セントルイス・カージナルス     | 遊撃手   | サンディエゴ州立大学                 |
| 9    | ロン・ダーリング           | テキサス・レンジャーズ         | 投手     | イェール大学                         |
| 10   | マーク・グラント           | サンフランシスコ・ジャイアンツ | 投手     | ジョリエット・カソリック・アカデミー |
| 11   | マイク・ソダーズ           | ミネソタ・ツインズ             | 三塁手   | アリゾナ州立大学                     |
| 12   | ジェイ・ロバーツ           | アトランタ・ブレーブス         | 外野手   | セントラリア高校                     |
| 13   | ジョージ・アルパート       | クリーブランド・インディアンス | 外野手   | リビングストン高校                   |
| 14   | ジム・ウィン               | ピッツバーグ・パイレーツ       | 投手     | ジョン・ブラウン大学                 |
| 15   | ティム・ピズナースキー     | オークランド・アスレチックス   | 三塁手   | イースタンイリノイ大学               |
| 16   | バンス・ラブレイス         | シカゴ・カブス                 | 投手     | ヒルズボロ高校                       |
| 17   | リッキー・バーロウ         | デトロイト・タイガース         | 投手     | ウッドビル高校                       |
| 18   | ダーレン・ディルクス       | モントリオール·エクスポズ      | 投手     | オクラホマ州立大学                   |
| 19   | スティーブ・ライオンズ     | ボストン・レッドソックス       | 遊撃手   | オレゴン州立大学                     |
| 20   | ジョニー・アブレゴ         | フィラデルフィア・フィリーズ   | 投手     | ミッション・サンノゼ高校             |
| 21   | ジョン・セルッティ         | トロント・ブルージェイズ       | 投手     | アマースト大学                       |
| 22   | デーブ・アンダーソン       | ロサンゼルス・ドジャース       | 遊撃手   | メンフィス大学                       |
| 23   | デーブ・リーパー           | カンザスシティ・ロイヤルズ     | 外野手   | 南カリフォルニア大学                 |
| 24   | アル・ラコウィッツ         | テキサス・レンジャーズ         | 投手     | ピッツバーグ大学                     |
| 25   | ケビン・バレル             | ボストン・レッドソックス       | 捕手     | パウェイ高校                         |
| 26   | フランク・カストロ         | サンディエゴ・パドレス         | 捕手     | マイアミ大学                         |